# Ḩ
La Ḩ (minúscula: ḩ), llamada H con cedilla, es un grafema utilizado en la transliteración del alfabeto árabe. Es la letra H con el diacrítico cedilla.

## Uso

### Transliteración del alfabeto arábigo
La ḩ se usa en la transliteración del alfabeto árabe del Grupo de Expertos en Nombres Geográficos de las Naciones Unidas (UNEGG) para la letra árabe ح que representa el sonido / ħ /, sin embargo, la letra ḥ (h con punto debajo) se usa con más frecuencia en la transliteración del alfabeto árabe.

### Transliteración del alfabeto cirílico
La ḩ se usa en la transliteración del alfabeto cirílico ISO 9 para la letra de crampón kha ‹ Ҳ ҳ ›.

## Codificación
La H con cedilla se puede representar con los siguientes caracteres Unicode:
| forma     | representaciones | puntos de código | descripción                          |
| --------- | ---------------- | ---------------- | ------------------------------------ |
| Mayúscula | Ḩ                | U+1E28           | letra mayúscula latina h cedilla     |
| minúscula | ḩ                | U+1E29           | letra minúscula latina h con cedilla |